# Жоржі Бом Жезуш
Жоржі Бом Жезуш (порт. Jorge Bom Jesus нар. 26 липня 1962) — політик і лінгвіст, міністр, прем'єр-міністр Сан-Томе та Принсіпі з 3 грудня 2018 року.. 
Лінгвіст за освітою, спеціалізується на літературознавстві, особливо в африканських країнах. Здобув вищу освіту у галузі педагогіки та французької мови в університеті Тулузи. Обіймав посаду міністра культури і освіти, а також представника країни в ЮНЕСКО. Член Руху за звільнення Сан-Томе і Принсіпі/Соціал-демократичної партії, у червні 2018 року був обраний його президентом. Після перемоги на партійних виборах у жовтні 2018 року, 3 грудня 2018 року був призначений прем’єр-міністром.